# Alessia Marcuzzi
Alessia Marcuzzi (ur. 11 listopada 1972 w Rzymie) – włoska aktorka i modelka.
Związana była z piłkarzem S.S. Lazio Simone Inzaghim, z którym ma syna Tommaso. Obecnie jest w związku z innym włoskim piłkarzem, bramkarzem Tottenham Hotspur, Carlo Cudicinim. Mierzy 180 cm wzrostu.
Przez 2 lata była prezenterką programu Grande Fratello, włoskiej wersji Big Brothera.

## Filmografia
- 1994: Festivalbar jako Host
- 1994: Park Jajcarski (Chicken Park) jako Hostessa w samolocie
- 1998: Mio West Il jako Mary
- 1999: Tutti gli uomini del deficiente jako Fanka księdza Leona
- 1999: Cane e un poliziotto, Un
- 2000: Tequila i Bonetti w Rzymie (Tequila & Bonetti) jako Detektyw Fabiana Saso
- 2000: Grande fratello jako Host
- 2002: Carabinieri jako Andrea Sepi
- 2006: Giudice Mastrangelo 2, II jako Claudia